# Tour de Luxembourg 2023
83. ročník etapového cyklistického závodu Tour de Luxembourg (oficiálně Škoda Tour Luxembourg) se konal mezi 20. a 24. zářím 2023 v Lucembursku. Celkovým vítězem se stal Švýcar Marc Hirschi z týmu UAE Team Emirates. Na druhém a třetím místě se umístili Američan Brandon McNulty (UAE Team Emirates) a Ir Ben Healy (EF Education–EasyPost). Závod byl součástí UCI ProSeries 2023 na úrovni 2.Pro.

## Týmy
Závodu se zúčastnilo 12 z 18 UCI WorldTeamů, 6 UCI ProTeamů a 2 UCI Continental týmy. Všechny týmy nastoupily na start s šesti závodníky kromě týmu Global 6 Cycling s pěti jezdci, závod tak odstartovalo 119 jezdců. Do cíle v Limpertsbergu dojelo 98 z nich.
UCI WorldTeamy
- AG2R Citroën Team
- Alpecin–Deceuninck
- Arkéa–Samsic
- Bora–Hansgrohe
- Cofidis
- EF Education–EasyPost
- Groupama–FDJ
- Lidl–Trek
- Movistar Team
- Soudal–Quick-Step
- Team Jumbo–Visma
- UAE Team Emirates

UCI ProTeamy
- Bingoal WB
- Israel–Premier Tech
- Lotto–Dstny
- Team Flanders–Baloise
- Tudor Pro Cycling Team
- Uno-X Pro Cycling Team

UCI Continental týmy
- Global 6 Cycling
- Leopard TOGT Pro Cycling

## Trasa a etapy
| Etapa         | Datum         | Trasa                                       | Vzdálenost | Typ      | Typ                  | Vítěz                            |          |
| ------------- | ------------- | ------------------------------------------- | ---------- | -------- | -------------------- | -------------------------------- | -------- |
| 1             | 20. září      | Lucemburk (Opatství Neumünster) – Kirchberg | 156,4 km   |          | Zvlněná etapa        | Corbin Strong (NZL)              |          |
| 2             | 21. září      | Mondorf-les-Bains – Mamer                   | 183,9 km   |          | Rovinatá etapa       | Jenthe Biermans (BEL)            |          |
| 3             | 22. září      | Mertert – Vianden                           | 168,4 km   |          | Horská etapa         | Ben Healy (IRL)                  |          |
| 4             | 23. září      | Pétange – Pétange                           | 23,9 km    |          | Individuální časovka | Victor Campenaerts (BEL)         |          |
| 5             | 24. září      | Mersch – Lucemburk (Limpertsberg)           | 177,2 km   |          | Zvlněná etapa        | Tobias Halland Johannessen (NOR) |          |
| Celková délka | Celková délka | Celková délka                               | 709,8 km   | 709,8 km | 709,8 km             | 709,8 km                         | 709,8 km |

## Průběžné pořadí
| Etapa          | Vítěz                      | Celkové pořadí       | Bodovací soutěž      | Vrchařská soutěž | Soutěž mladých jezdců | Soutěž týmů       |
| -------------- | -------------------------- | -------------------- | -------------------- | ---------------- | --------------------- | ----------------- |
| 1              | Corbin Strong              | Corbin Strong        | Corbin Strong        | Mats Wenzel      | Corbin Strong         | Soudal–Quick-Step |
| 2              | Jenthe Biermans            | Søren Kragh Andersen | Søren Kragh Andersen | Mats Wenzel      | Corbin Strong         | Soudal–Quick-Step |
| 3              | Ben Healy                  | Ben Healy            | Søren Kragh Andersen | Mats Wenzel      | Ben Healy             | UAE Team Emirates |
| 4              | Victor Campenaerts         | Marc Hirschi         | Søren Kragh Andersen | Mats Wenzel      | Marc Hirschi          | UAE Team Emirates |
| 5              | Tobias Halland Johannessen | Marc Hirschi         | Søren Kragh Andersen | Mats Wenzel      | Marc Hirschi          | UAE Team Emirates |
| Konečné pořadí | Konečné pořadí             | Marc Hirschi         | Søren Kragh Andersen | Mats Wenzel      | Marc Hirschi          | UAE Team Emirates |

- Ve 2. etapě nosil Søren Kragh Andersen, jenž byl druhý v bodovací soutěži, světle modrý dres, protože lídr této klasifikace Corbin Strong nosil žlutý dres pro lídra celkového pořadí.
- Ve 2. etapě nosil Rick Pluimer, jenž byl druhý v soutěži mladých jezdců, bílý dres, protože lídr této klasifikace Corbin Strong nosil žlutý dres pro lídra celkového pořadí.
- Ve 3. etapě nosil Jenthe Biermans, jenž byl třetí v bodovací soutěži, světle modrý dres, protože lídr této klasifikace Søren Kragh Andersen nosil žlutý dres pro lídra celkového pořadí a druhý závodník této klasifikace Corbin Strong nosil bílý dres pro lídra soutěže mladých jezdců.
- Ve 4. etapě nosil Marc Hirschi, jenž byl druhý v soutěži mladých jezdců, bílý dres, protože lídr této klasifikace Ben Healy nosil žlutý dres pro lídra celkového pořadí.
- V 5. etapě nosil Brandon McNulty, jenž byl druhý v soutěži mladých jezdců, bílý dres, protože lídr této klasifikace Marc Hirschi nosil žlutý dres pro lídra celkového pořadí.

## Konečné pořadí
| Legenda | Legenda                          | Legenda | Legenda                               |
| ------- | -------------------------------- | ------- | ------------------------------------- |
|         | Označuje lídra celkového pořadí  |         | Označuje lídra bodovací soutěže       |
|         | Označuje lídra vrchařské soutěže |         | Označuje lídra soutěže mladých jezdců |

### Celkové pořadí
| Pořadí | Jezdec                     | Tým                   | Čas         |
| ------ | -------------------------- | --------------------- | ----------- |
| 1      | Marc Hirschi (SUI)         | UAE Team Emirates     | 17h 15' 11" |
| 2      | Brandon McNulty (USA)      | UAE Team Emirates     | + 3"        |
| 3      | Ben Healy (IRL)            | EF Education–EasyPost | + 5"        |
| 4      | Ilan Van Wilder (BEL)      | Soudal–Quick-Step     | + 34"       |
| 5      | Diego Ulissi (ITA)         | UAE Team Emirates     | + 35"       |
| 6      | Søren Kragh Andersen (DEN) | Alpecin–Deceuninck    | + 39"       |
| 7      | Felix Großschartner (AUT)  | UAE Team Emirates     | + 39"       |
| 8      | Koen Bouwman (NED)         | Team Jumbo–Visma      | + 41"       |
| 9      | Ben O'Connor (AUS)         | AG2R Citroën Team     | + 44"       |
| 10     | Maxim Van Gils (BEL)       | Lotto–Dstny           | + 57"       |

### Bodovací soutěž
| Pořadí | Jezdec                           | Tým                    | Body |
| ------ | -------------------------------- | ---------------------- | ---- |
| 1      | Søren Kragh Andersen (DEN)       | Alpecin–Deceuninck     | 41   |
| 2      | Alex Aranburu (ESP)              | Movistar Team          | 34   |
| 3      | Brandon McNulty (USA)            | UAE Team Emirates      | 27   |
| 4      | Marc Hirschi (SUI)               | UAE Team Emirates      | 25   |
| 5      | Diego Ulissi (ITA)               | UAE Team Emirates      | 24   |
| 6      | Ben Healy (IRL)                  | EF Education–EasyPost  | 20   |
| 7      | Tobias Halland Johannessen (NOR) | Uno-X Pro Cycling Team | 20   |
| 8      | Victor Campenaerts (BEL)         | Lotto–Dstny            | 20   |
| 9      | Corbin Strong (NZL)              | Israel–Premier Tech    | 20   |
| 10     | Jenthe Biermans (BEL)            | Arkéa–Samsic           | 20   |

### Vrchařská soutěž
| Pořadí | Jezdec                 | Tým                      | Body |
| ------ | ---------------------- | ------------------------ | ---- |
| 1      | Mats Wenzel (LUX)      | Leopard TOGT Pro Cycling | 26   |
| 2      | Lennert Teugels (BEL)  | Bingoal WB               | 22   |
| 3      | Bastien Tronchon (FRA) | AG2R Citroën Team        | 12   |
| 4      | Ben Healy (IRL)        | EF Education–EasyPost    | 10   |
| 5      | Luca Van Boven (BEL)   | Bingoal WB               | 6    |
| 6      | Vito Braet (BEL)       | Team Flanders–Baloise    | 6    |
| 7      | Alexis Guérin (FRA)    | Bingoal WB               | 5    |
| 8      | Krists Neilands (LAT)  | Israel–Premier Tech      | 4    |
| 9      | Oliver Knight (GBR)    | Cofidis                  | 4    |
| 10     | Marco Haller (AUT)     | Bora–Hansgrohe           | 4    |

### Soutěž mladých jezdců
| Pořadí | Jezdec                           | Tým                    | Čas         |
| ------ | -------------------------------- | ---------------------- | ----------- |
| 1      | Marc Hirschi (SUI)               | UAE Team Emirates      | 17h 15' 11" |
| 2      | Brandon McNulty (USA)            | UAE Team Emirates      | + 3"        |
| 3      | Ben Healy (IRL)                  | EF Education–EasyPost  | + 5"        |
| 4      | Ilan Van Wilder (BEL)            | Soudal–Quick-Step      | + 34"       |
| 5      | Maxim Van Gils (BEL)             | Lotto–Dstny            | + 57"       |
| 6      | Arthur Kluckers (LUX)            | Tudor Pro Cycling Team | + 58"       |
| 7      | Matteo Jorgenson (USA)           | Movistar Team          | + 1' 08"    |
| 8      | Tobias Halland Johannessen (NOR) | Uno-X Pro Cycling Team | + 1' 14"    |
| 9      | Brent Van Moer (BEL)             | Lotto–Dstny            | + 1' 20"    |
| 10     | Ewen Costiou (FRA)               | Arkéa–Samsic           | + 1' 28"    |

### Soutěž týmů
| Pořadí | Tým                    | Čas         |
| ------ | ---------------------- | ----------- |
| 1      | UAE Team Emirates      | 51h 46' 15" |
| 2      | Soudal–Quick-Step      | + 2' 46"    |
| 3      | Team Jumbo–Visma       | + 3' 08"    |
| 4      | AG2R Citroën Team      | + 3' 45"    |
| 5      | Israel–Premier Tech    | + 4' 53"    |
| 6      | Movistar Team          | + 8' 43"    |
| 7      | Lotto–Dstny            | + 10' 29"   |
| 8      | Lidl–Trek              | + 12' 32"   |
| 9      | Alpecin–Deceuninck     | + 13' 04"   |
| 10     | Uno-X Pro Cycling Team | + 14' 31"   |